# Храм Свете Петке на Доброј води у Вуковару
Храм Свете Петке Вуковару је српска православна црква. Саграђена је у раздобљу од 1807. до 1811. године на месту на којем се налази извор лековите воде. Саградили су је Цинцари.

## Историја Добре воде
Храм Свете Петке налази се на периферији града Вуковара, са његове југозападне стране у излетишту Добра вода. Смештен је на десној страни обале Вуке, прекопута познатог вуковарског излетишта "Адица". Место је једно од омиљених излетишта како Вуковараца тако и људи из околних места. На месту на којем је од давнина постојао извор добре воде , по којем је и само место добило име, Добра вода, пастири су дуго времена чували стада. 
Према предању, међу пастирима који су долазили овде са својим стадима био је и један слеп од рођења који се одликовао великом побожношћу и молитвеношћу. Водећи своје стадо на реку Вуку чији се ток протезао и до самог пашњака, сам је одлазио на овај извор пијући и освежавајући се овом добром водом. Једном приликом када је дошао у близину извора јавила му се Преподобна мајка Параскева и позвала га да дође и да се умије на њеном извору рекавши му да ће после тога оздравити. Пастир је приступио овом извору и када је умио своје очи , прогледао је. Прво што је видео била је светитељка. Почели су на исто место долазити и други верници и тако је у разговору дошло на ред питање чија да буде ова Добра вода. Да ли православних или католика који су такође овде долазили. Ову расправу, према историјском казивању, разрешио је тадашњи вуковарски властелин гроф Емерик Елц који је рекао да ће Добру воду дати ономе ко први укопа крст изнад извора. Заслугом Вуковарца Стевана Јовановића још ту исту ноћ православни Срби поставише изнад извора православни крст и тако на дивљење свих Добра вода припадне православнима.
Осим овога гроф Емерик Елц поклонио је вуковарским Србима и четири јутра уз Добру воду лежеће ливаде с правом да на том месту могу подићи и гостионицу где ће се одморити и укрепити људи који буду долазили на Добру воду. За све ово Срби су годишње плаћали Емерику Елцу по два дуката све до 1894. године. Тада се завршило исплаћивање ове територије која је припала српској православној црквеној општини у Вуковару.

## Изградња храма Свете Петке
Добијањем овога извора којега су током времена и отплатили, вуковарски су Срби из велике побожности одлучили да на овом месту саграде цркву. Из тог разлога су у име Српске православне црквене Општине 1808. Тривун Гавриловић и Јован Плавшић замолили властелина грофа Емерика Елца да дозволи Србима да овде зидају храм. Гроф је ово одобрио што и потврђује акт којега је издао властелински пленипотенцијал 10. августа 1808. године. Пре него што ће почети са градњом цркве Срби су прво начинили свод изнад извора и ту поставили икону преподобне матере Параскеве поред које су почели да врше Света Богослужења. Ово место осветише 8. августа 1808. на дан Преподобне мученице Парскеве, Трнове Петке. Но нису се задржали само на овоме. Сакупљали су прилог да се на овом месту сагради велелепна црква од тврдог материјала у којој ће се приносити бескрвна жртва Господу Богу од свих и за све. Неки су верници дали грађевински материјал, други су прилог дали учешћем у раду док су они најимућнији прилог дали у новцу . Тако је почела и завршила градња светога храма.
Темељ светога храма освећен је 3. јула 1811. године. Освећење је обавио Прота даљски Теодор Ендерић са два вуковарска свештеника. Исте године радови на светом храму приведени су крају. Крст који се налази изнад олтара освећен је 14. септембра 1811. а крст на торњу 11. децембра 1811. године. Црква је посвећена Преподобној матери Параскеви коју прослављамо 27. октобра. У градњи светога храма учествовала је и Црквена Општина која је 1811. издвојила из свог прорачуна укупно 900 форинти.
Као спомен на све изведене радове поред самога извора са десне стране постављена је мермерна плоча на којој пише:
" Извор сеј Добраја вода називајетсја код Преподобнија матери Параскеви соградисја соусер дијем обшества старо вуковарскаго храма свјатаго оца Николаја православнаго греконеунитскаго восточнаго вјероисповеданија освјатисјадне 8 августа 1808 љета"
Посебну заслугу за градњу овога светога храма имали су тутори Јован Плавшић (1806-1809) и Алекса Адамовић(1810-1811), као и поменути честити Србин, вуковарац абаџија Стеван Јовановић (1778-1851), отац познатог адвоката Павла Јовановића (1808-1892), који се први досетио и са својим винцилиром и још неколико Срба вуковараца поставио крст изнад извора. Осим тога учествовао је и у градњи светога храма са својим прилогом од 200 форинти. Био је ожењен Анком, ћерком вуковарског свештеника протојереја Игњатија Михајловића. Прилоге за градњу храма дали су и многи други.
Када се отпочело са светим богослужењима у светом храму, овамо су долазили људи не само из Вуковара но и из околних места. Указала се потреба да се поред храма начини кућа у којој ће се људи који долазе са стране моћи склонити и преноћити. Због тога је у име Црквене општине, угледни вуковарски трговац Софро Кифус умолио властелина грофа Емерика Елца да дозволи Црквеној општини да изгради кућу која ће бити за потребе верника који буду долазили из околних места. Својим актом од 18. јуна 1814. одобрио је гроф Елц градњу таквог објекта уједно одобривши у ту сврху употребу земљишта 80 хвати дугачко и 80 хвати широко. За то је земљиште плаћала Црквена општина 12 форинти годишње закупнину све до 1866. када је прешла у њено власништво. Црквена општина, која је овде саградила гостионицу и потребне пратеће просторије издавала је у закуп. Немамо записано ко је био домаћин када је ова грађевина саграђена. 
Као најстарији познати домаћини помињу се Марија Шећерковић, касније Ђоко и Катица Циковац, Милош и Меланија Атарац, Мита и Софија Лукић, Илија Ковачевић Диња, Андреј Воронов који је био руски емигрант и Ненад Добрић. Између два светска рата у најлепшој и најсвечанијој соби те куће приређивала је Црквена општина трпезе љубави о великим празницима као и о храмовним славама о Трновој и Јесењој Светој Петки када се ту сакупљало много побожног народа. За трпезом су седели пароси вуковарски са председником Црквене општине затим представником насеља Лужац а то је углавном био Наум Црвенковић који се међу првима населио на Лужцу 1924, када је ово насеље и утемељено од Срба који су се враћали из Мађарске и Румуније а називани су оптантима. Према сећању очевидаца ту се играло и певало, за трпезом су се појале црквене песме. Домаћини су се трудили да што срдачније дочекају госте. Испред куће су били лицидерски шатори на којему су се продавала лицитарска срца, луткице са огледалцима. Све је одисало весељем и радошћу. Иза угоститељске куће налазила се башта, шупа, под кућом подрум, испред куће салетла где су се млади веселили проводећи ноћ у игри и песми.
Богослужења нису вршена редовно. Богослужило се сваке четврте (младе) недеље почев од пете недеље ускршњег поста па све до 27. октобра када је прослављана храмовна слава. Увек је у светоме храму било причасника и исповедника што је доказ високе духовне и моралне свести нашег народа. Црква свете Петке је постала духовна али и телесна болница у којој су многи налазили исцељења.

## Храм Свете Петке до данас
Црква свете Петке обнављана је 1905, 1980. и 1999. г. До данас црква је у потпуности обновљена, осликана и урађен је нови иконостас у дуборезу. Када је протојереј Јован Радивојевић преузео управу над црквом, црква је била у веома лошем стању, данас предњачи лепотом и квалитетом црквених предмета. Све у њој је направљено искључиво добровољним прилозима верника и прилозима скупљеним на добротворном концерту "Пут ка Доброј води" који је одржан на иницијативу Јована Ајдуковића и двема позоришним представама у организацији генералног конзулата, тада СЦГ, данас Републике Србије, у Вуковару. Уклољено је и брдо а црква је откопана да би се спасила од пропадања и влаге, те су направљене два помоћна објекта за продају црквених сувенира, свећа и цвећа.
Преко реке Вуке ка храму Свете Петке који га веже са излетиштем Адица изграђен је нови мост од дрвета, на бетонским темељима, да би се заштитио од пораста воде у реци, са друге стране пут до цркве у потпуности је асфалтиран.

## 200-годишњица Храма Свете Петке
2011. године Храм Свете Петке прославио је свој јубилеј, 200 година постојања . Служена је свечана литургија уз присуство епископа Сремског Василија и Епископа осјечкопољског и барањског Лукијана, те садејствовањем бројног свештенства и верника. Српска православна парохија у Вуковару издала је "Споменицу храма Преподобне матере Параскеве на Доброј води у Вуковару" у тиражу од 2000 примерака на 93 странице, чији је аутор протојереј Јован Радивојевић.